# Scopula nigrociliata
Scopula nigrociliata là một loài bướm đêm trong họ Geometridae.